# Alfie (film)
Az Alfie 2004-ben bemutatott brit–amerikai romantikus vígjáték-dráma, melyet Elaine Pope és Charles Shyer forgatókönyvéből Shyer rendezett (aki Pope-pal együtt a film producere is volt). A főbb szerepekben Jude Law, Marisa Tomei és Susan Sarandon látható. A filmet a Michael Caine főszereplésével készült brit Alfie – Szívtelen szívtipró (1966) és annak folytatása, az Alfie Darling (1975) inspirálta.
Főszereplője egy fiatal nőcsábász férfi, Alfie, aki boldogsága érdekében kénytelen felülvizsgálni korábbi életmódját.
Az Egyesült Királyságban 2004. október 22-én, az Amerikai Egyesült Államokban november 5-én mutatták be. A film anyagi és kritikai szempontból is megbukott.

## Cselekmény
Alfie Elkins cockney származású limuzinsofőr Manhattanben. A szexmániás férfi rendszeresen létesít egyéjszakás kapcsolatokat, emellett egy laza párkapcsolatot is fenntart egy Julia nevű egyedülálló anyával, valamint a boldogtalan házasságban élő Dorie-val. Amikor Dorie szeretné komolyabbra fordítani a kapcsolatukat, Alfie nem keresi őt többé.
Munkatársával és legjobb barátjával, Marlonnal saját céget akarnak nyitni. Marlon vissza akarja szerezni exbarátnőjét, Lonette-t. Alfie barátja érdekében megpróbál beszélni a nővel, de egy bárban találkoznak és részegen lefekszenek egymással. Másnap Alfie találkozik Marlonnal és megkönnyebbülve látja, hogy Marlon nem tud semmiről, viszont a férfi újra összejött Lonette-tel és házasságot terveznek.
Julie kiadja Alfie útját, miután felfedezi Dorie fehérneműjét a saját szemetesében – korábban Alfie dobta az oda, amikor a zsebében rátalált a ruhadarabra. Alfie a nő kisfiának születésnapján akar kibékülni Julie-val, de aztán meglátja őt elhidegült férje társaságában. Nemsokára megtudja, Lonette terhes lett tőle és Marlon tudta nélkül elkíséri őt egy abortuszklinikára. Lonette és Marlon váratlanul, búcsú nélkül elköltözik a városból.
Sorozatos erekciós problémái miatt Alfie felkeres egy orvost, aki közli vele, hogy teljesen egészséges és impotenciáját a stressz okozza. Felfedez azonban egy elváltozást a férfi péniszén és az ideges Alfie napokig vár az eredményre. A kórházba menet Alfie vált néhány szót a mosdóban egy Joe nevű özvegy férfival. Joe azt tanácsolja a depressziós Alfie-nak, találjon valakit, akit szerethet és élje minden napját úgy, mintha az az utolsó lenne. Ezután a teszt eredményéből kiderül, Alfie nem rákos.
Mivel úgy érzi, kapott egy második esélyt az élettől, Alfie úgy dönt, nagyobb célokat tűz ki szerelmi életében. Összejön Nikkivel, egy gyönyörű, de érzelmileg instabil nővel, rövid ideig szenvedélyes és viharos kapcsolatban élve vele. Összeköltöznek, de Alfie nem tud megbirkózni a nő érzelmi hullámaival (főleg amikor Nikki abbahagyja gyógyszerei szedését). Alfie eltávolodik tőle és egy idősebb nővel, Lizzel ismerkedik meg. A gazdag és befolyásos szépségipari mogul inspirálóan hat Alfie-ra, aki beleszeret a nőbe, ő viszont csak könnyed szexuális kalandokra vágyik. Alfie szakít Nikkivel.
Alfie egy kávézóban összefut Julie-val és a férfi rájön, még mindig érzései vannak iránta, de Julie már mással van együtt. Lonette elárulja az őt és férjét meglátogató Alfie-nak, hogy nem vetette el közös gyermeküket. Marlon tud a gyermek valódi apjának kilétéről, mégsem hagyta el párját. Látva Marlon csalódott tekintetét, Alfie ellátogat Joe-hoz, aki arra biztatja, tegye rendbe életét. Alfie Lizhez fordul támogatásért, de megsemmisülve látja, ő már egy másik, Alfie-nál is fiatalabb férfi társaságát élvezi.
Alfie-nak esélye nyílik találkozni Dorie-val, de a nő nem akar többé az élete része lenni. Alfie bocsánatot kér, amiért nem hívta fel, arra hivatkozva, hogy nehezen tudja kifejezni önmagát és mindig elmenekül egy párkapcsolatból, amint az túl komollyá válna. A nő sok szerencsét kíván neki. A film legvégén Alfie arról beszél, hogy őszintén meg akar változni.

## Szereplők
| Színész        | Szerep           | Magyar hang     |
| -------------- | ---------------- | --------------- |
| Jude Law       | Alfie Elkins Jr. | Stohl András    |
| Marisa Tomei   | Julie            | Pikali Gerda    |
| Susan Sarandon | Liz              | Andresz Kati    |
| Omar Epps      | Marlon           | Dolmány Attila  |
| Nia Long       | Lonette          | Zsigmond Tamara |
| Jane Krakowski | Dorie            | Erdős Borcsa    |
| Sienna Miller  | Nikki            | Roatis Andrea   |
| Renée Taylor   | Lu Schnitman     | Némedi Mari     |
| Dick Latessa   | Joe              | Izsóf Vilmos    |
| Jefferson Mays | Dr. Miranda Kulp | Gyevát Ottó     |
| Gedde Watanabe | Wing             | Katona Zoltán   |

## Fogadtatás

### Bevételi adatok
Az amerikai mozikban 2004. november 5-én debütáló film az első héten 6 218 335 dollár bevételt hozott, az ötödik helyezést érve el. Az Amerikai Egyesült Államokban a film 13 399 812, míg a többi országban 21 661 070 dollárt termelt, összbevétele 35 060 882 dollár lett. Ez messze elmaradt a 60 millió dolláros költségvetéshez képest, így az Alfie anyagi bukásnak bizonyult.

### Kritikai visszhang
A film vegyes kritikákat kapott. A Rotten Tomatoes weboldalon 155 kritikus véleménye alapján 48%-os értékelésen áll. A weboldal összegzése szerint „szükségtelen remake... a szexuális pezsgés hiányából és Jude Law savanyú alakításából olyan romantikus vígjáték született, mely se nem romantikus, se nem vicces”. Roger Ebert filmkritikus ugyanakkor négyből három csillagra értékelte a filmet.

## Fordítás
- Ez a szócikk részben vagy egészben  az   Alfie (2004 film) című angol Wikipédia-szócikk fordításán alapul.  Az eredeti cikk szerkesztőit annak laptörténete sorolja fel. Ez a jelzés csupán a megfogalmazás eredetét és a szerzői jogokat jelzi, nem szolgál a cikkben szereplő információk forrásmegjelöléseként.